# Mavrud

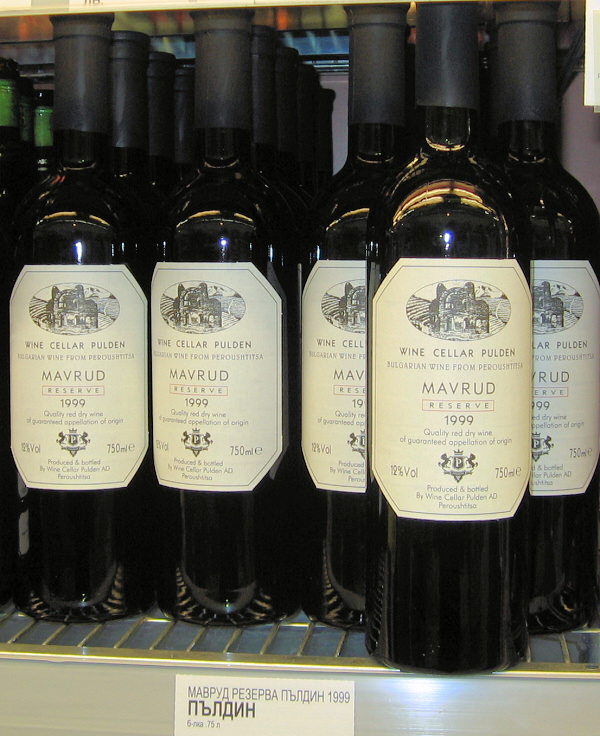
Mavrud aus Perushtitsa, Bulgarien.

Mavrud ist eine Rotweinsorte. Sie wird auf dem ganzen Balkan wie Albanien und Rumänien, aber auch in einigen Gebieten Griechenlands (s. Mavroudi) angebaut. Die Hauptanbauflächen mit ca. 2000 Hektar Rebfläche liegen aber hauptsächlich im Süden Bulgariens. Dort erbringt die Rebe intensiv vollen, trockenen und tanninherben Wein, der sich auch zu einer längeren Lagerung eignet. Mavrud ist eine Spezialität von Assenowgrad bei Plowdiw in Bulgarien.
Siehe auch die Artikel Weinbau in Griechenland, Weinbau in Bulgarien und Weinbau in Rumänien sowie die Liste von Rebsorten.

## Synonyme
Mavrud ist auch unter den Synonymen Kachivela, Kakcivala, Kacivela,  Karvouniaris, Katevila, Kausanskii, Kaushanskii, Marvud, Mavraki, Mavrouli, Mavro, Mavrostaphilo, Mavrostaphylo, Mavroud, Mavroude, Mavroudi, Mavroudi boulgarias, Mavroudi voulgarias, Mavroudion, Mavrud, Mavrudi, Svinarska loza, Svinjarska loza und Tsiganka bekannt.